# Nikon (Bogojawleński)
Nikon, imię świeckie Filip Gieorgijewicz Bogojawleński (ur. 1831, zm. 7 czerwca?/19 czerwca 1897 w Wiernym) – rosyjski biskup prawosławny.
Ukończył seminarium duchowne w Tule, a następnie Kijowską Akademię Duchowną (1855). W 1858 obronił dysertację magisterską w dziedzinie teologii. Do 1866 był katechetą w różnych szkołach w Tule, w tym w seminarium duchownym, którego był absolwentem, oraz w korpusie kadetów, dodatkowo pełnił obowiązki proboszcza parafii Wniebowstąpienia Pańskiego w Tule. Następnie przeprowadził się razem z rodziną do Petersburga i tam pracował jako katecheta w przytułku dla sierot. W 1881, po śmierci żony, złożył wieczyste śluby mnisze z imieniem Nikon. Natychmiast otrzymał godność archimandryty i został kapelanem cerkwi przy ambasadzie rosyjskiej w Rzymie. W 1885 wrócił do Petersburga i zasiadał przez trzy lata w głównym cerkiewnym komitecie ds. cenzury.
W 1888 przyjął chirotonię na biskupa sarapulskiego, wikariusza eparchii wiackiej. W 1891 został z kolei wikariuszem eparchii jarosławskiej. W 1895 objął katedrę turkiestańską i taszkencką. Planował otwarcie w Turkiestanie seminarium duchownego i przeniesienie siedziby biskupów turkiestańskich z Wiernego do Taszkentu, jednak przed urzeczywistnieniem tych planów zmarł nagle w 1897. Został pochowany w nieistniejącej już tymczasowej cerkwi w Wielkiej Stanicy k. Wiernego, pełniącej funkcje soboru katedralnego, obok biskupa turkiestańskiego Sofoniasza. Jego grób został zniszczony po rozbiórce cerkwi; w 1998 odnaleziono jedynie dwie należące do niego panagie, z którymi został pochowany.